# Флаг муниципального округа Нагатинский затон
Флаг муниципального округа Нага́тинский зато́н в Южном административном округе города Москвы Российской Федерации — опознавательно-правовой знак, служащий официальным символом муниципального образования.
Ныне действующий флаг утверждён 25 декабря 2019 года и внесён в Государственный геральдический регистр Российской Федерации с присвоением регистрационного номера 12831.

## Описание
«Прямоугольное двухстороннее полотнище с соотношением ширины к длине 2:3, разделённое по диагонали от древка вверх белой волнистой полосой на пурпурный и зелёный цвета, с воспроизведением в зелёной части полотнища фигуры герба белого цвета»
Описание герба: «В зелёном поле — левая повышающая волнистая перевязь, отделяет пурпурный верхний правый угол, а зелень обременена двумя якорями накрест, поверх которых положен в столб молот; все фигуры серебряные».

## Обоснование символики
За основу при построении нового флага муниципального округа Нагатинский затон, исходя из преемственности исторических традиций, было принято полотнище ранее существовавшего флага внутригородского муниципального образования Нагатинский затон
Муниципальный округ Нагатинский затон находится на юге города Москвы и располагается на правом берегу реки с одноимённым названием, как полуостров, окружённый с трёх сторон водной гладью. Граница района проходит по северным границам территории музея-заповедника «Коломенское», далее по проспекту Андропова, старому руслу Москвы-реки, шлюзам № 10, 11 на Москве — реке до музея-заповедника «Коломенское».
У муниципального округа Нагатинский затон богатое историческое прошлое. Там, где сейчас находятся кварталы современной застройки, в прошлом были расположены хорошо известные в истории государства Российского подмосковные села: Коломенское, Нагатино.
Название района и муниципального округа Нагатинский затон происходит от названия села Нагатино. Первые письменные упоминания о старинных подмосковных селах Коломенское и Нагатинское встречаются в духовных грамотах 1336 и 1339 годов Московского князя Ивана Калиты, собирателя земель русских. Село Коломенское входило в Коломенскую дворцовую волость и являлось летней резиденцией русских царей. В настоящее время территория музея-заповедника «Коломенское» входит в границы муниципального округа Нагатинский затон, на что аллегорически указывает пурпурный цвет полотнища.
Вокруг села Нагатино исстари было много заливных лугов и озёр, которые жители могли использовать для постройки и ремонта судов. В Нагатино и поныне существует «заводь» (или затон) — бухта (залив) со спокойной, стоячей водой, аллегорически обозначенной на флаге белой волнистой полосой.
К территории муниципального округа Нагатинский затон также относится большой парк зелёных насаждений, расположенный на полуострове севернее от жилых кварталов муниципального образования в так называемой Нагатинской пойме. На наличие в этом месте парка аллегорически указывает зелёная часть полотнища. Здесь же располагается крупнейший в Европе крытый культурно-развлекательный центр с ландшафтным парком, терренкуром и велосипедными дорожками, расположенными вокруг него, а также благоустроенная набережная Москвы-реки.
В тридцатые годы XX века на берегу затона был введён в действие Московский судостроительный и судоремонтный завод. Основное направление работы завода было — судостроение и ремонт самоходного флота, изготовление судовых механизмов и светосигнальной аппаратуры.
Первое судно коллективом завода было построено в 1938 году. Особенно популярными на речных путях стали теплоходы типа «Москвич», так называемые речные трамвайчики.
Наличие на территории муниципального округа судостроительного предприятия впоследствии дало название этому муниципальному образованию. После проведения административной реформы, проведенной в Москве в 1991 году, прежние районы были упразднены и образованы административные округа, в том числе и Южный административный округ, в территориальных границах которого в 1995 году и был создан район Нагатинский затон, а в 2003 году в территориальных границах района был создан ещё и муниципальный округ под тем же названием, что и район. В 2014 году по программе реновации промышленных зон Москвы Московский судостроительный и судоремонтный завод был закрыт, а на его бывших территориях построен жилой комплекс. Оставшиеся от завода производственные мощности перенесены в город Рыбинск.
В память о судостроительном предприятии, ранее существовавшем на этих землях и давшим им существенное развитие, на зелёной части полотнища помещены скрещённые якоря с наложенным поверх них молотом.
Пурпурный цвет (пурпур) — символизирует верховенство власти, могущество, древнее происхождение, достоинство, благочестие, щедрость.
Белый цвет (серебро) — символ веры, простоты, благородства и открытости, покаяния и скорби.
Зелёный цвет — символ весны, радости, плодородия, надежды, возрождения и здоровья.
Якорь — символ стабильности, уверенности и надежды.
Молот — символ труда, достижения цели, созидания, один из первых помощников человека.

## Первый флаг
Первый флаг муниципального образования Нагатинский Затон был утверждён 9 марта 2004 года.
Законом города Москвы от 11 апреля 2012 года № 11, муниципальное образование Нагатинский Затон было преобразовано в муниципальный округ Нагатинский затон.
В связи с отказом Геральдического совета при Президенте Российской Федерации в государственной регистрации ранее существовавшего герба муниципального округа Нагатинский затон из-за имевших место нарушений юридического и геральдического характера, было принято решение о разработке официальных символов (герба и флага) муниципального образования в соответствии с установленными требованиями.

### Описание
«Флаг муниципального образования Нагатинский затон представляет собой двустороннее, прямоугольное полотнище с соотношением сторон 2:3.
Полотнище разделено волнообразной линией из нижнего угла, прилегающего к древку. Часть полотнища, прилегающая к древку, состоит из пурпурного треугольника с волнообразным основанием, габаритные размеры которого составляют 33/40 длины и 13/16 ширины полотнища, и примыкающей к нему белой волнообразной полосы. Часть полотнища, противоположная древку, — зелёная.
В пурпурном треугольнике помещено изображение белого городища — три древних жилища, огороженных пятиугольным частоколом с открытыми воротами. Габаритные размеры изображения составляют 1/4 длины и 1/4 ширины полотнища. Центр изображения находится на расстоянии 5/24 длины от бокового края полотнища, прилежащего древку, и на расстоянии 1/4 ширины полотнища от его верхнего края.
В зелёной части полотнища помещено изображение перекрещённых серебряных молота прямо, древнего речного якоря, современного речного якоря. Габаритные размеры изображения составляют 9/30 длины и 17/40 ширины полотнища. Центр изображения находится на расстоянии 1/4 длины от бокового края полотнища, противоположного древку, и на расстоянии 5/16 ширины полотнища от его верхнего края».

### Обоснование символики
Зелёное цвет полотнища символизирует обилие зелёных насаждений в современной застройке местности, наличие паркового массива и близость музея-заповедника «Коломенское».
Пурпурный цвет полотнища символизирует неразрывную историческую связь территории Нагатинского затона с селом Коломенским и пребыванием в этой местности великих князей и царей российских, начиная с XIV века: Ивана Калиты, Ивана Грозного, Алексея Михайловича, Петра I, Екатерины II и Елизаветы Петровны.
Белая волнистая полоса символизирует расположение муниципального образования по обе стороны Москвы-реки.
Древнее городище символизирует существование в данной местности древнего поселения — Дьякова городища, уникального явления местной первобытной культуры.
Два скрещённых якоря и молот белого цвета символизируют находящиеся в Нагатинском затоне Московский судостроительный и судоремонтный завод, Академию водного транспорта и Южный речного вокзал.